# قطعنامه ۳۲۴ شورای امنیت
قطعنامه  ۳۲۴ شورای امنیت سازمان ملل متحد که در تاریخ ۱۲ دسامبر ۱۹۷۲ تصویب شد، سندی بین‌المللی دربارهٔ مسئلهٔ قبرس است. این قطعنامه طی نشست ۱٬۶۸۳ام 
با ۱۴ موافق،۰ مخالف و۱ ممتنع تصویب شد.